# Bibliothèque publique de Vancouver
La Bibliothèque publique de Vancouver est le réseau de bibliothèques de la ville de Vancouver, en Colombie-Britannique (Canada). Ce réseau est composé de vingt-et-une succursales dont la principale est la Central Library. La Bibliothèque publique de Vancouver est la bibliothèque en milieu urbain la plus visitée par habitant au Canada et elle a enregistré 6,4 millions de visites en personne en 2019.

## Services
Les services donnés par la Bibliothèque publique de Vancouver sont variés et ils sont offerts à toute la population de la ville de Vancouver possédant une carte de bibliothèque. Les usagers peuvent faire l'emprunt de: 
- Livres;
- Journaux;
- DVD;
- Périodiques;
- Ordinateurs portables.

Des vidéos et de la musique en streaming sont aussi accessibles pour les usagers de la bibliothèque.
La Bibliothèque publique de Vancouver offre aux usagers en situation de handicap une carte appelée « Accessible Services », laquelle leur permet de profiter de divers services même s’ils ne peuvent se rendre dans une des succursales ou transporter des documents.   Ainsi, la bibliothèque rend accessible des documents à ceux et celles présentant des problèmes de lecture, d’apprentissage ou visuel et offre un service de livraison à domicile et de dépôt de livres pour les usagers ne pouvant se rendre dans l’une des succursales de la bibliothèque. Également, la Central Library offre des services en son sein pour les personnes à mobilité réduite.
La Bibliothèque publique de Vancouver possède un Inspiration Lab constitué de postes et studios dédiés à la créativité, à la collaboration ainsi qu’à la mise en récit. Les postes de création permettent de faire de l’édition d’image, du montage audio, du montage vidéo, de l'autoédition, de l'animation et de la conception 3D. Les postes de numérisation permettent de convertir au format numérique audio, images et vidéos qui sont sur support analogique. Les studios d'enregistrement permettent d'enregistrer des vidéos et des sons.   

## Programmes
La Bibliothèque publique de Vancouver offre plusieurs types de programmes à ses abonnés : programme pour enfants, programme pour adolescents, programme pour adultes, programme de résidence créative.  
Le programme pour enfants comprend les activités suivantes : 
- Kids’ Book Clubs ;
- Reading Buddies for Kids ;
- Reading Roundup ;
- Storytimes and Babytimes ;
- The Kids Read it First Book Club[13].

Le programme pour les adolescent.es inclut les activités suivantes :
- Cross into the Spirit World ;
- Dungeons and Dragons 101/102 ;
- Ink, a teen journal for writing and visual art ;
- Otaku fest ;
- Reading Buddies for Teens ;
- Teen Advisory Group ;
- Teen Book Club ;
- Teen ESL Conversation Circle ;
- Teens Read it First[14].

La Bibliothèque publique de Vancouver a également un programme de résidence créative qui accueille un conteur ou une conteuse autochtone ainsi qu’un écrivain. En ce qui a trait au programme pour les adultes, on retrouve un club de lecture portant sur des œuvres de fiction ou de non-fiction, en anglais ou en mandarin.  

## Collections
La Bibliothèque publique de Vancouver dessert plusieurs communautés linguistiques dans la région de Vancouver. En effet, Vancouver est l'une des villes canadiennes avec la plus grande diversité ethnique avec approximativement la moitié de sa population issue de l'immigration et la même proportion de population parlant une langue autre que l'anglais à la maison. En ce sens, elle possède des collections en plusieurs langues autres que l’anglais et le français dont des langues orientales telles que le russe, le chinois, le japonais, le coréen, le persan, le hindi, le pendjabi, le tagalog et le vietnamien, et d'autres langues occidentales telles que l’allemand, l’italien, le portugais, l’espagnol et le polonais. En tout, la collection comprend des documents issus de 16 langues différentes.
La bibliothèque regroupe plus de 2 millions de documents dans sa collection,. Parmi ceux-ci l'on compte, à la bibliothèque centrale, au moins 1 million de livres ainsi que 400 000 autres types de documents incluant notamment des photographies, des enregistrements et des vidéos. Cela en fait l'une des bibliothèques possédant l'une des collections les plus riches au pays.
Outre sa collection physique, la bibliothèque offre près de 45 000 livres électroniques et 7000 livres audios.

## Histoire
La Bibliothèque publique de Vancouver tire ses origines de la Hasting Literary Institute, une petite bibliothèque correspondant davantage à une salle de lecture, instaurée en 1869 par J.A. Raymur, le patron de l'entreprise Hastings Mill, et destinée à ses employés. À la suite d'un incendie survenu en 1886, celle-ci fut toutefois détruite et les 400 ouvrages ayant pu être sauvés furent donnés par la suite à la nouvellement créée Vancouver Free Reading Room and Library. Un besoin en espace finit cependant par se faire sentir,.
La Carnegie Free Library nait alors d'une entente en 1901 entre la ville de Vancouver et Andrew Carnegie pour financer une nouvelle bibliothèque. Avant cette entente, la Vancouver Free Reading Room and Library ne disposait que d'une salle située dans le bâtiment de la Young Men's Christian Association (YMCA). La nouvelle bibliothèque ouvre ses portes en octobre 1903 au coin des rues Hastings et Main et y demeure jusqu'en 1957.
En 1945, la ville de Vancouver vote pour la construction d'une nouvelle bibliothèque à trois branches pour répondre à la demande toujours grandissante. Celle-ci fut construite entre 1955 et 1957 sur la rue Burrard. Elle se démarque par son architecture moderne par rapport aux bibliothèques traditionnelles de l'époque et reçoit d'ailleurs la Massey Silver Medal for Architecture en 1958.
Cela dit, l'espace de la bibliothèque a fini par devenir trop petit en termes de capacité d'accueil. C'est, entre autres, ce facteur qui a poussé la ville à voter pour la seconde fois en faveur de la construction d'une nouvelle bibliothèque centrale qui devient celle que l'on connait aujourd'hui. Les portes de cette dernière ouvre en 1995.
En 2018, le bâtiment de la bibliothèque centrale connait son changement le plus important depuis son ouverture en 1995. Il s'agit d'un aménagement des 8e et 9e étages. Ces rénovations incluent la mise en place du jardin sur le toit qui avait été prévu dans les plans lors de la construction initiale, mais qui n'avait pas abouti.

### Bibliothécaires en chef
Voici une liste présentant les bibliothécaires en chef en poste au cours de l'histoire de la Bibliothèque publique de Vancouver:
- George Pollay (1887-1890)[24]
- James Edwin Machin (1892-1909)[24]
- A. E. Goodman (1910)[25]
- Robert Waite Douglas (1911-1924)[25]
- Edgar Stewart Robinson (1924-1957)[26]
- Peter Grossman (?)[27]
- Aileen Tufts (?-1987)[28]
- Madeleine Aalto (1988-?)[28]
- Paul Whitney (2003-2010)[29]
- Sandra Singh (2010-2018)[30]
- Christina de Castell (2018-présent)[31]

## Succursales
1. Britannia Branch
2. Carnegie Branch
3. Central Library
4. Champlain Heights Branch
5. Collingwood Branch
6. Dunbar Branch
7. Firehall Branch
8. Fraserview Branch
9. Hastings Branch
10. Joe Fortes Branch
11. Kensington Branch
12. Kerrisdale Branch
13. Kitsilano Branch
14. Marpole Branch
15. Mount Pleasant Branch
16. nə́c̓aʔmat ct Strathcona Branch
17. Oakridge Branch
18. Renfrew Branch
19. South Hill Branch
20. Terry Salman Branch
21. West Point Grey Branch [32]

### Central Library
En 1990, un scrutin référendaire a lieu afin de sonder les Vancouvérois sur l’intérêt de construire une nouvelle Central Library ainsi qu’une nouvelle succursale pour la communauté de Renfrew/Collingwood. Plus de 69% de la population se dit en faveur du projet.
En 1992, le conseil de la ville de Vancouver annonce que le design proposé conjointement par la firme Safdie Architects de Moshe Safdie et Downs/Archambault Architects est retenu. Il est également le design préféré du public. Ce projet, au coût de plus de 107 millions de dollars était, à l’époque, le plus grand projet d’investissement jamais entrepris par la ville. La Central Library ouvre ses portes le 26 mai 1995 et suscite un intérêt international, notamment du fait qu’elle porte la signature architecturale de Moshe Safdie, et également parce que le contexte économique de restrictions budgétaires des années 1980 et 1990 amène peu de nouvelles constructions.
La Central Library est un complexe rectangulaire de neuf étages entouré d’une colonnade à plusieurs étages et qui occupe un espace de 37 000 m2. Elle est située dans le Vancouver Library Square qui englobe à la fois la Central Library, la tour à bureaux du gouvernement fédéral ainsi que des commerces et services. Elle compte plus de 1200 places assises, 700 places de stationnement et 11 supports pour vélo. Elle comprend une pièce dédiée pour les événements communautaires de grande ampleur. Elle comprend, aux huitième et neuvième étages, un toit vert, deux terrasses, un lieu d’exposition, des salles de réunion, une pièce silencieuse pour lire et un théâtre.

#### Phillips, Hager and North Garden

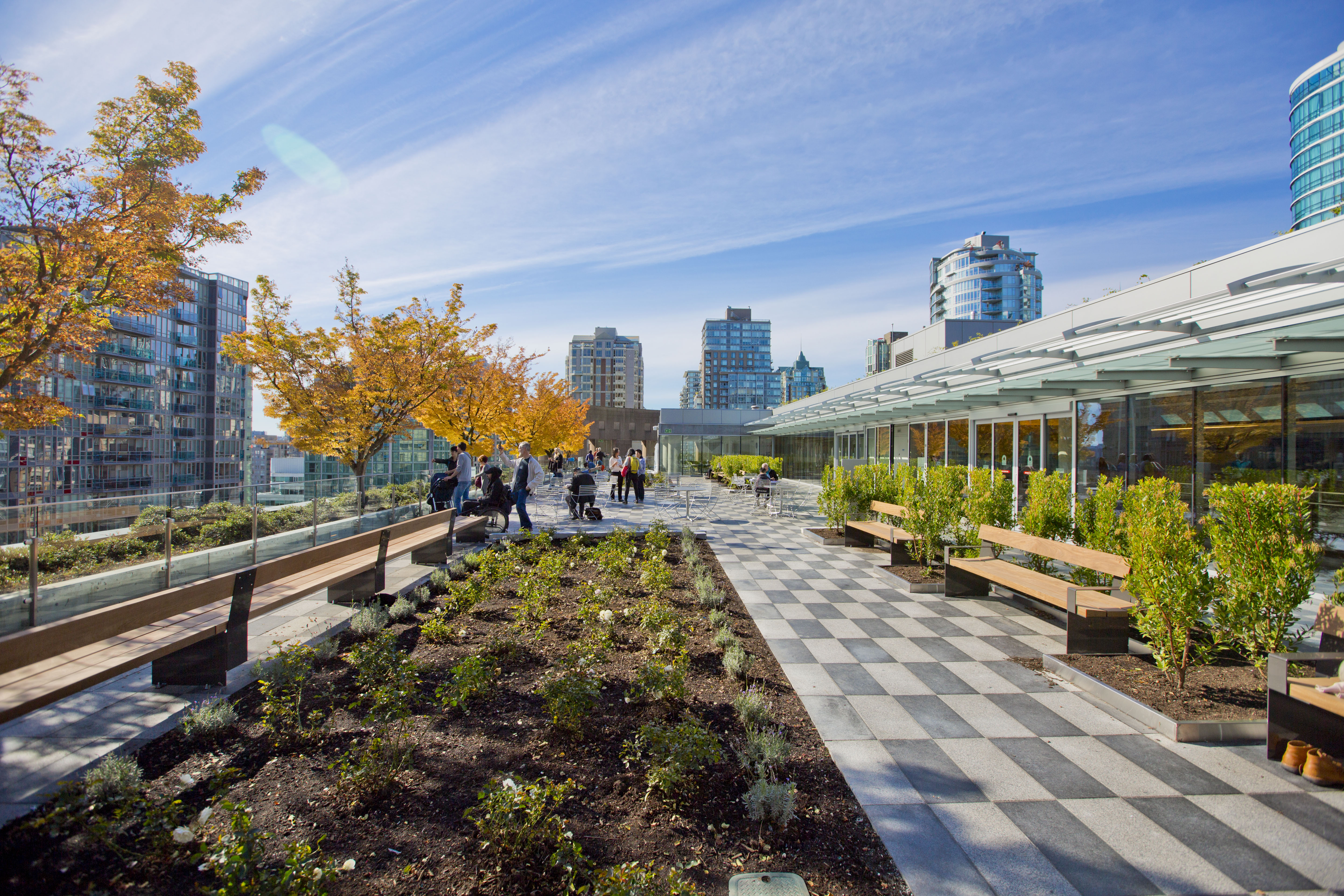
Le Phillips, Hager and North Garden

Le Phillips, Hager and North Garden se situe au neuvième étage de la Central Library. Auparavant, les huitième et neuvième étages étaient constitués de bureaux gouvernementaux. Avec la fin du bail de ces bureaux, la bibliothèque a repris ces étages en effectuant des rénovations et en aménageant des salles, des espaces communs, une salle d’exposition et un toit vert. Les rénovations et l’aménagement a coûté plus de 16,8 millions de dollars.
Le Phillips, Hager and North Garden est accessible au public afin de permettre à tous de socialiser. Ainsi, il se veut comme un lieu de rencontre. Ce toit vert comporte plusieurs types de plantes et d'arbres dont des haies d’arbousiers, des chèvrefeuilles, des roses blanches, de la lavande et des érables à écorce de corail.  

## Galerie

Quelques succursales de la Bibliothèque publique de Vancouver
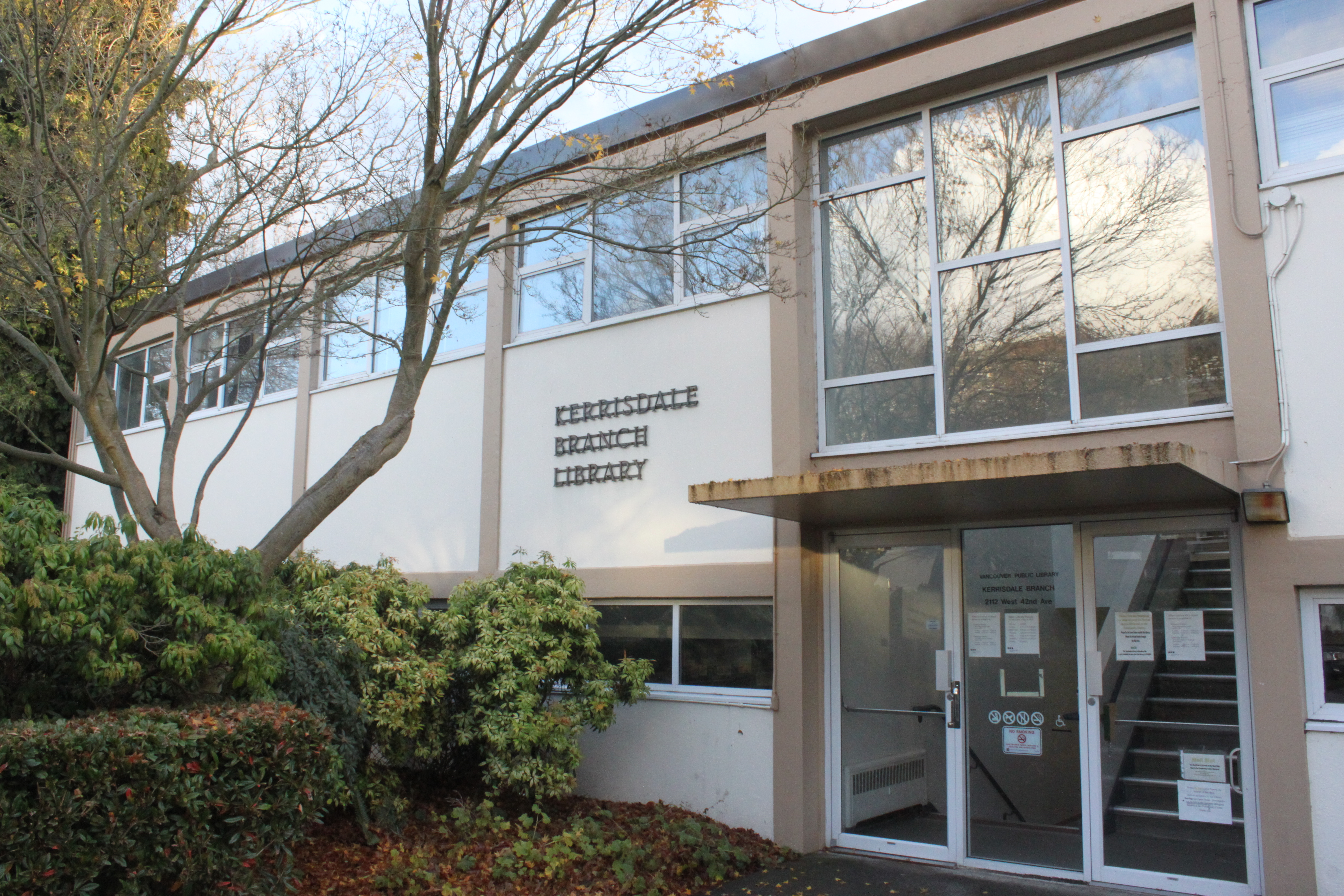
Kerrisdale Branch
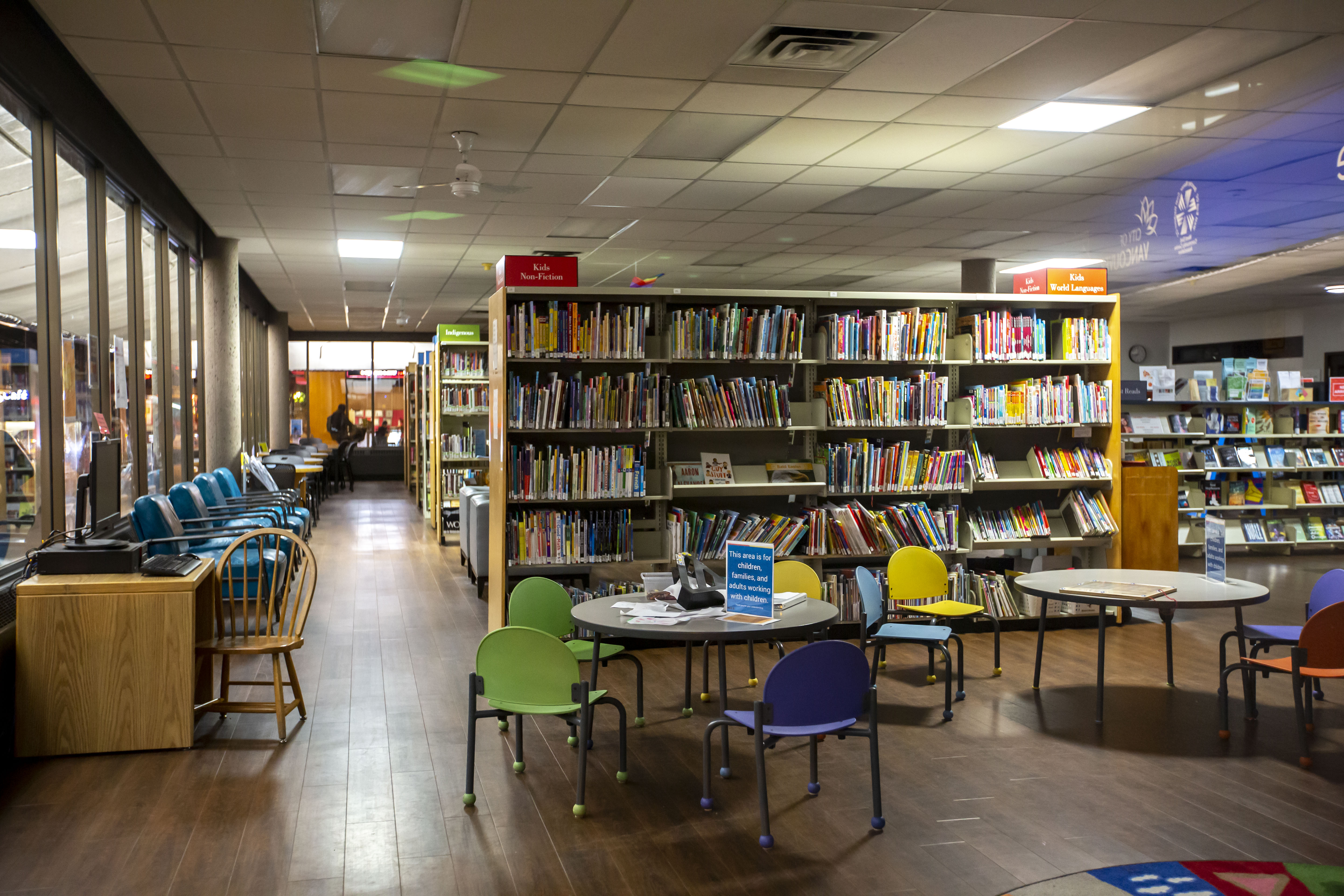
Joe Fortes Branch
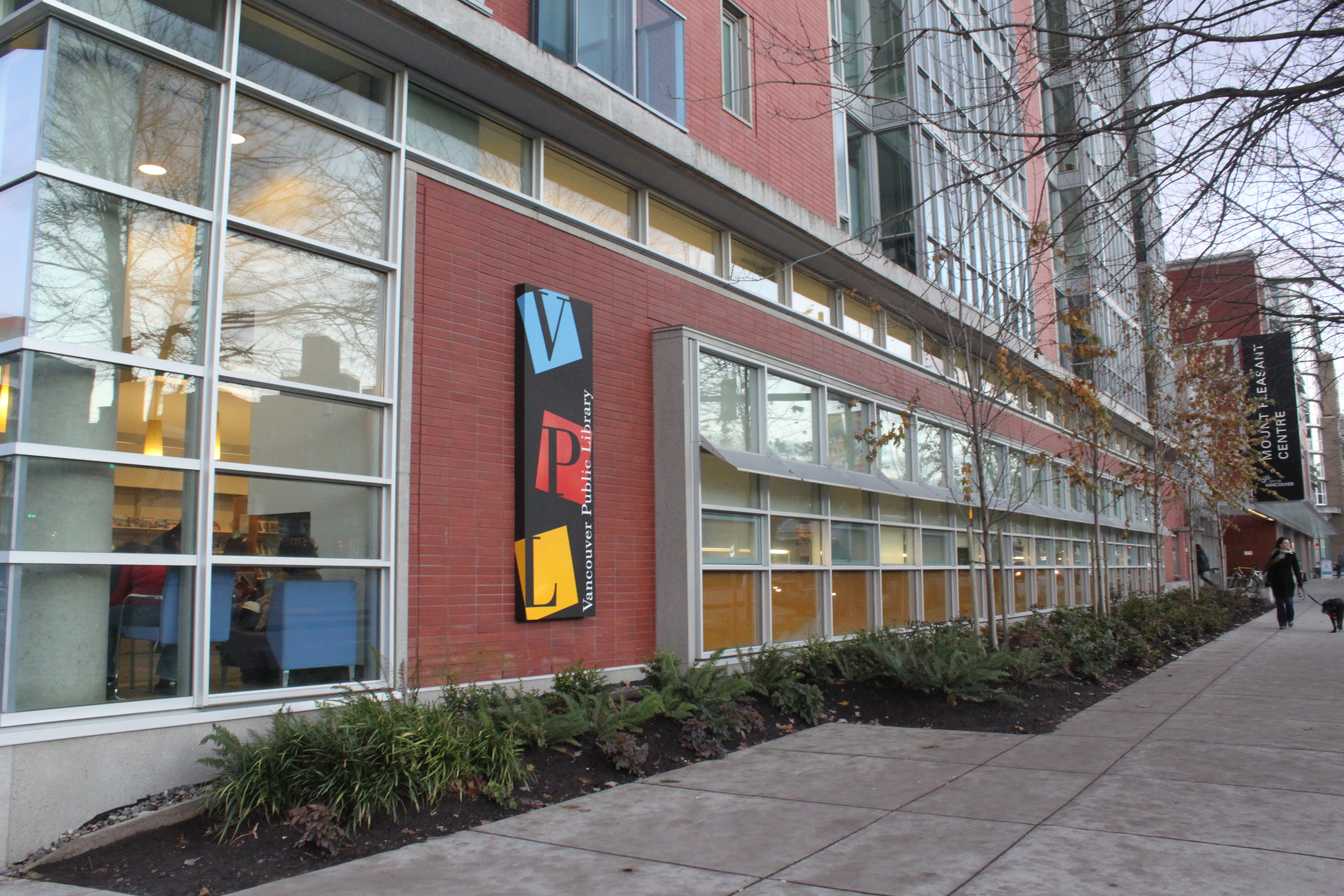
Mount Pleasant Branch
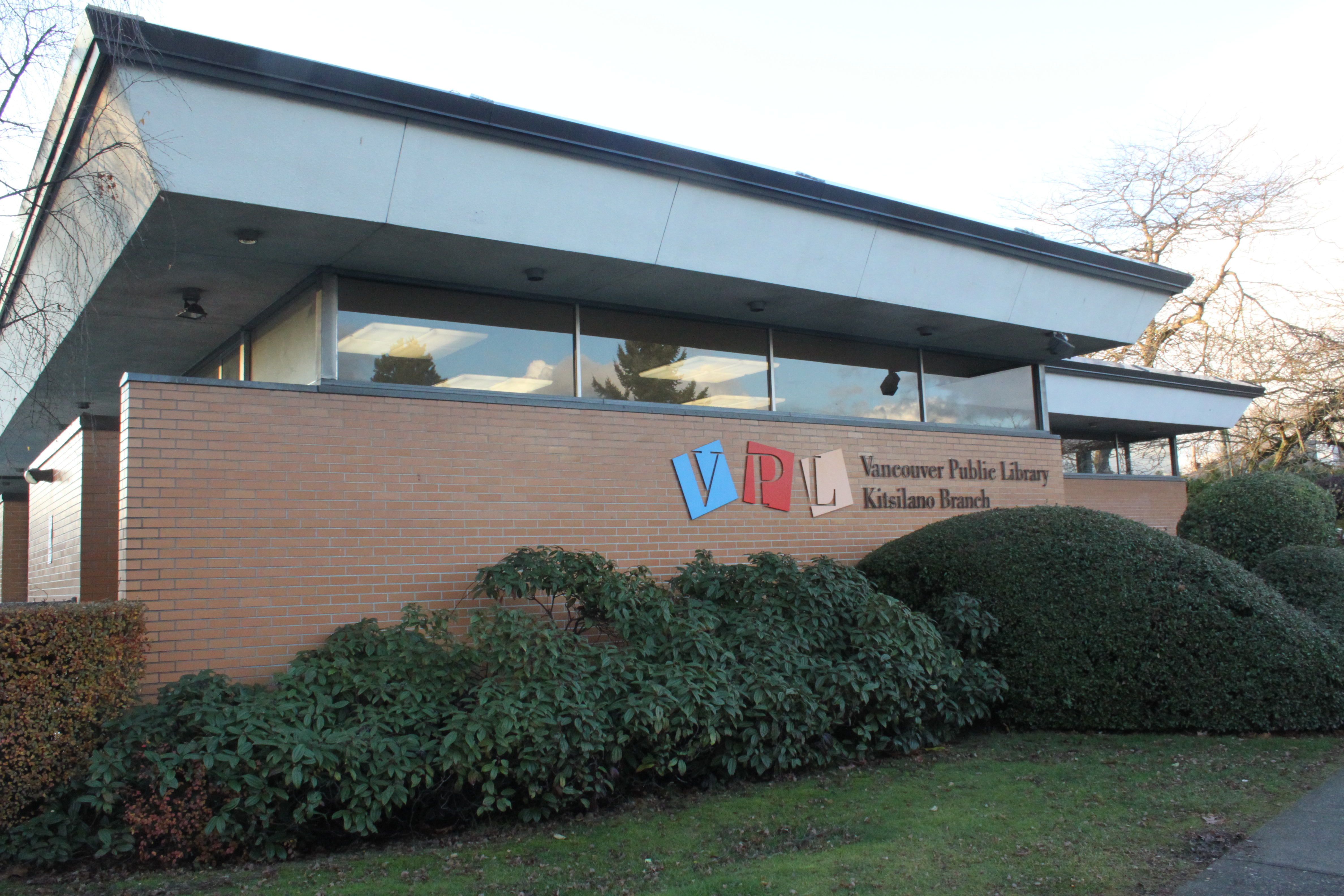
Kitsilano Branch
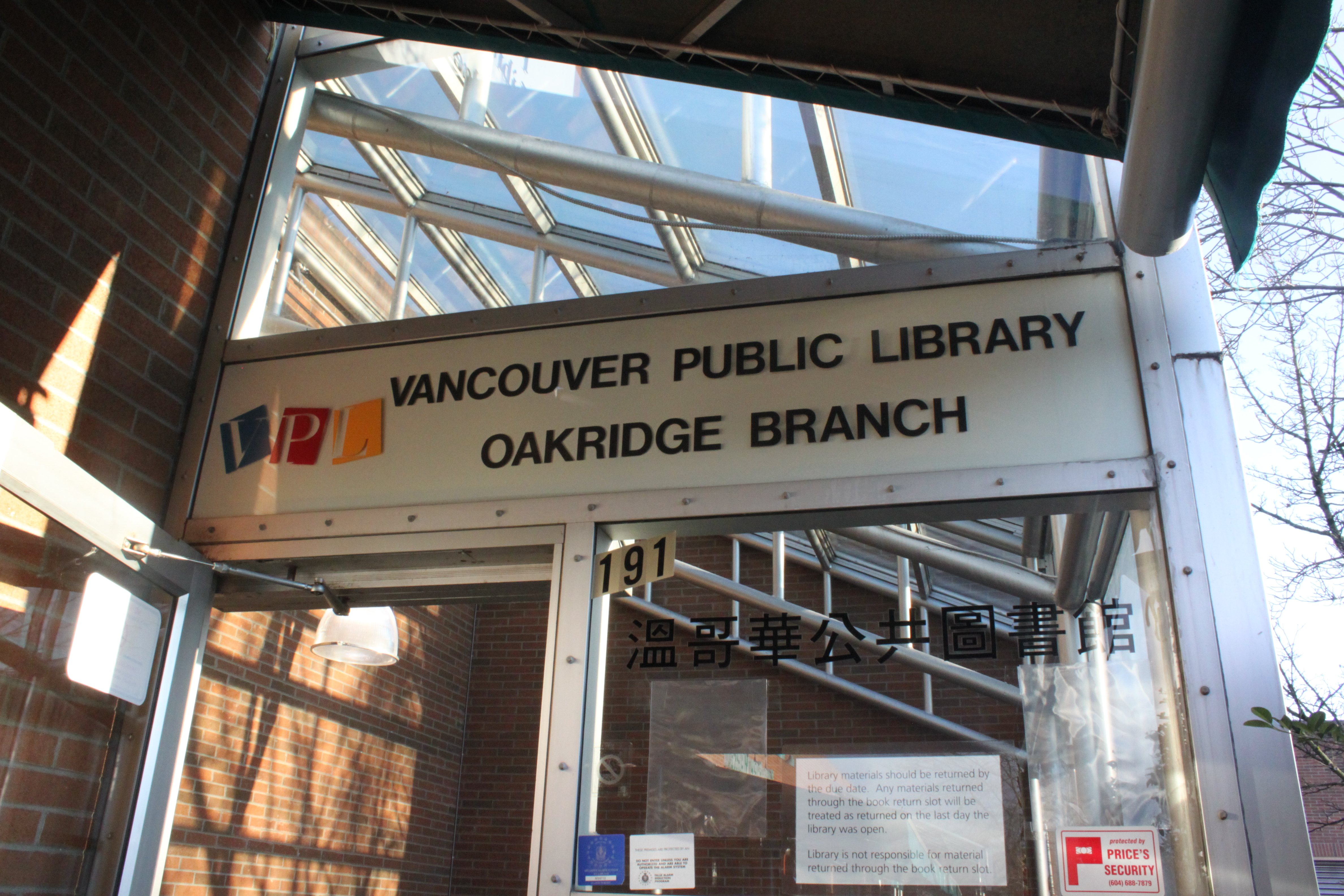
Oakridge Branch
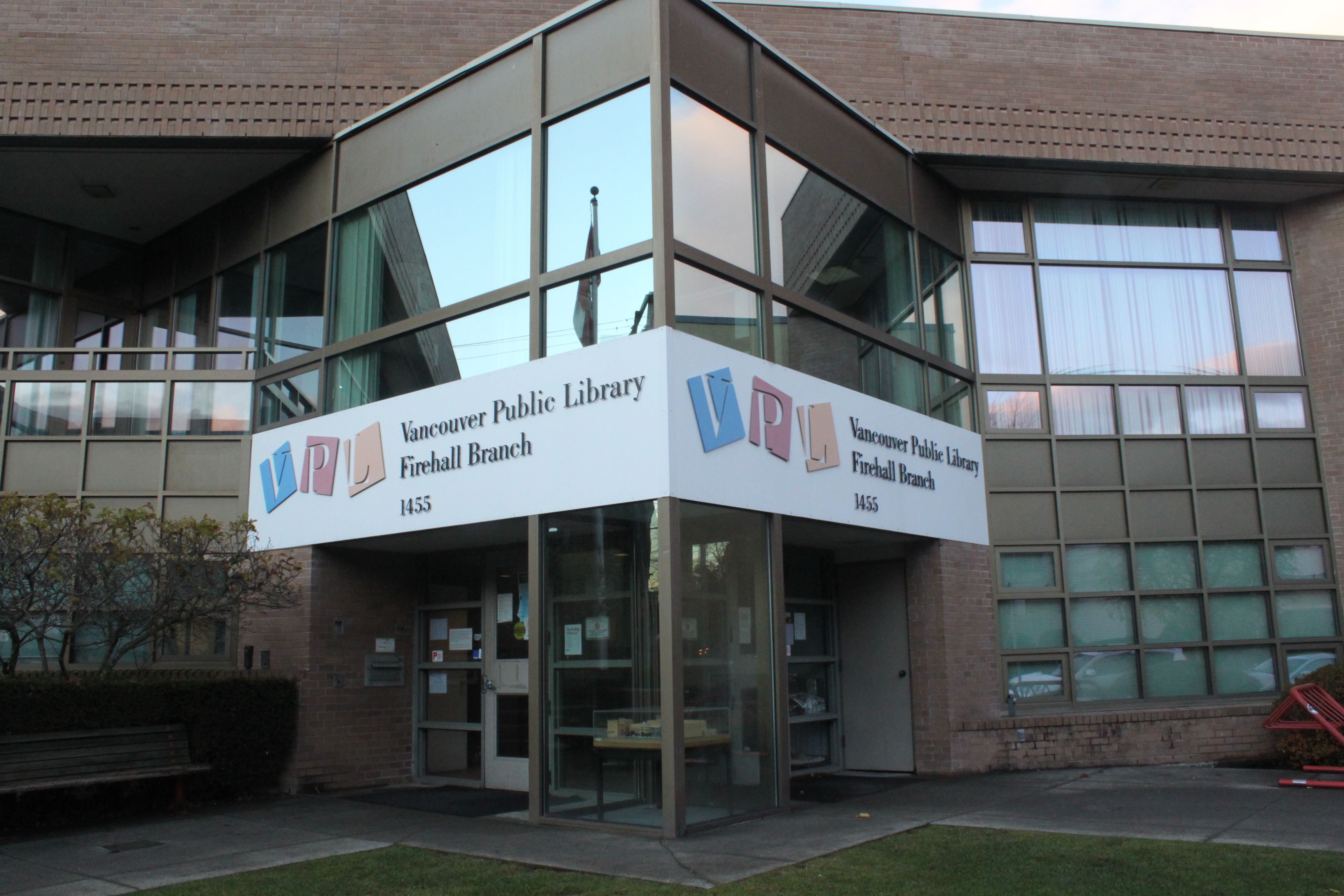
Firehall Branch
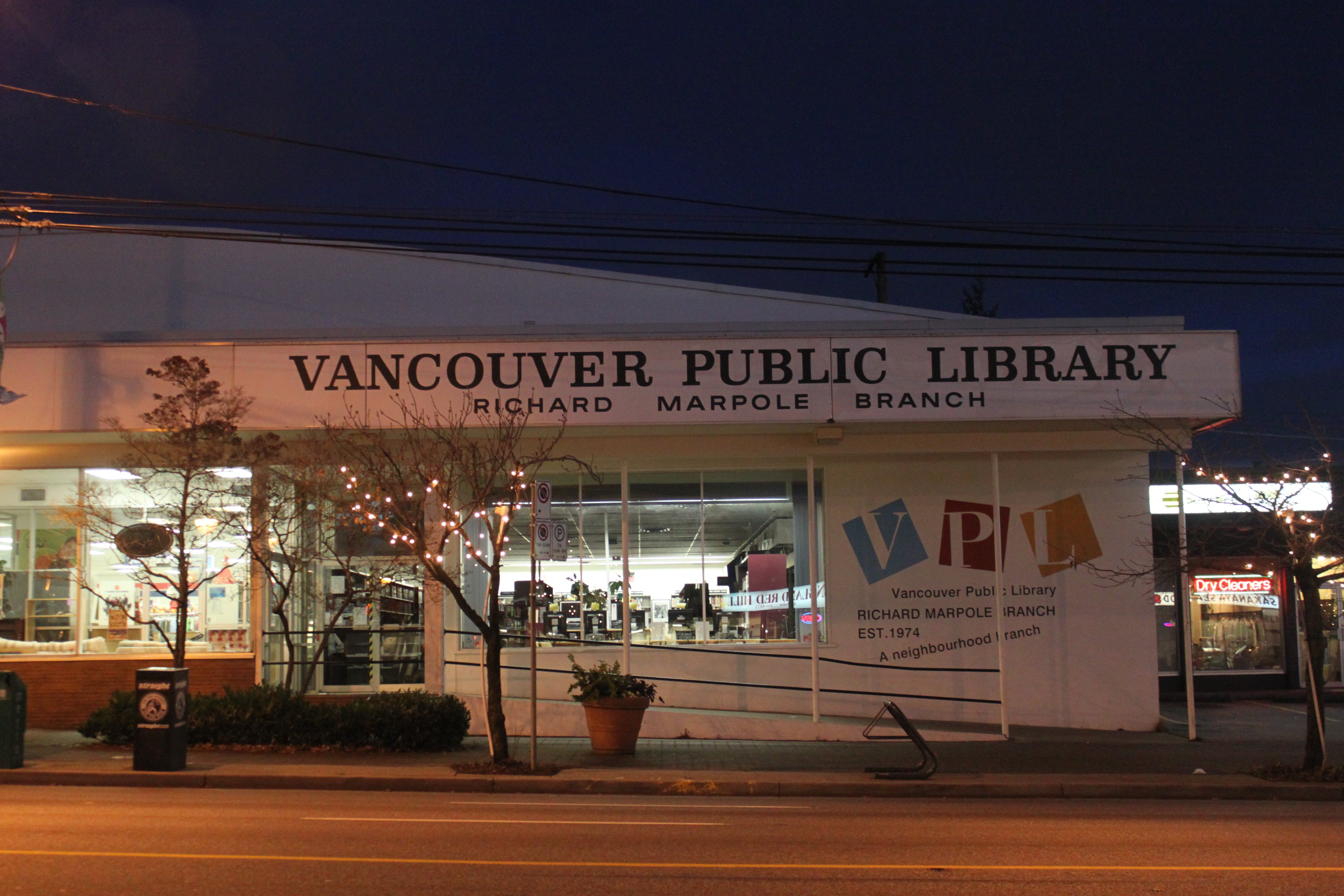
Marpole Branch
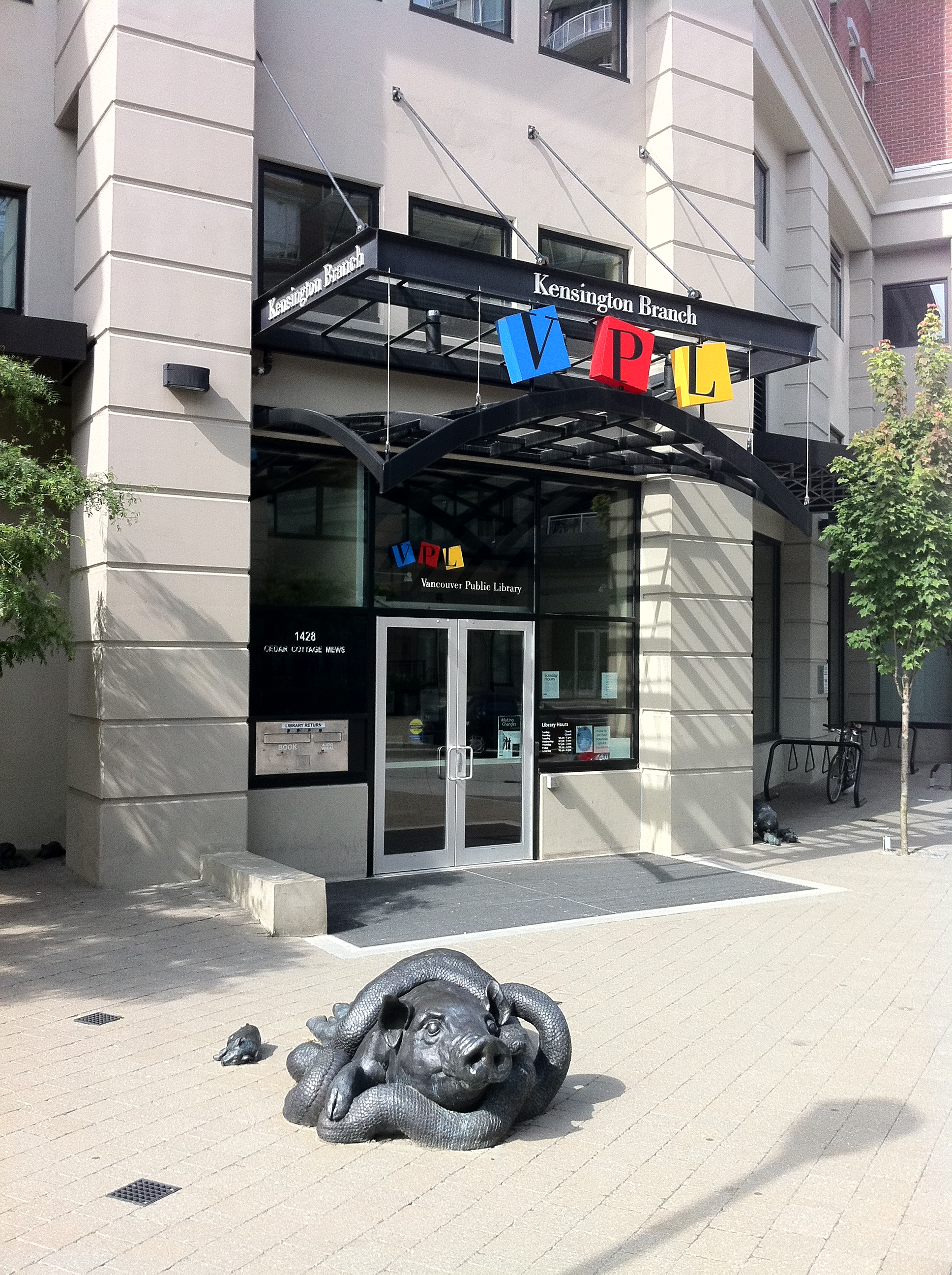
Kensington Branch